# Referendum konstytucyjne w Republice Środkowoafrykańskiej w 2015 roku
Referendum konstytucyjne w Republice Środkowoafrykańskiej odbyło się 13 i 14 grudnia 2015 roku. Początkowo referendum zaplanowano na 5 października, przed wyborami parlamentarnymi, lecz później zostało przełożone. Zamieszki w dniu głosowania doprowadziły do przedłużenia referendum o kolejny dzień. Nowa konstytucja została poparta przez 93% obywateli.

## Informacje ogólne
Nowa konstytucja została przyjęta większością głosów w Radzie Przejściowej w dniu 30 sierpnia 2015 roku. Zgodnie z nią utworzono izbę wyższą parlamentu, Senat oraz Krajową Komisję Wyborczą. Ponadto decyzje Prezydenta oraz Prezesa Rady Ministrów muszą zatwierdzić ministrowie, a rząd musi informować Zgromadzenie Narodowe o podpisaniu umów nt. zasobów mineralnych.

## Wynik
| Wybór                                          | Ilość głosów | %     |
| ---------------------------------------------- | ------------ | ----- |
| Za                                             | 689 182      | 93,00 |
| Przeciw                                        | 51 874       | 7,00  |
| Głosy nieważne                                 | 0            | –     |
| Razem                                          | 741 056      | 100   |
| Uprawnieni do głosowania                       | 1 954 433    |       |
| Źródło: Elections en République Centrafricaine |              |       |